# Castello di Miano
Das Castello di Miano war eine mittelalterliche Burg in Miano, einem kleinen Ortsteil von Medesano in der italienischen Region Emilia-Romagna.

## Geschichte
Das erste Zeugnis für eine Festung in Miano stammt aus dem Jahr 1189. In diesem Jahr schrieb sie der Kaiser des Heiligen Römischen Reiches, Friedrich Barbarossa, dem Markgrafen Oberto I. Pallavicino zu.
1249 bestätigte Kaiser Friedrich II. diese Investitur dem Markgrafen Oberto II. Pallavicino, der aber 1267 gezwungen war, die Burg in die Hände der Guelfen von Parma abzugeben. 1297 legte die Stadt Parma fest, keine Festung mehr in Miano zu bauen.
1360 wurde dem Markgrafen Oberto II. Pallavicino das Lehen Miano, ebenso wie zahlreiche weitere in der Provinz Parma zurückgegeben und Kaiser Karl IV. investierte ihn in diese.
Im Oktober 1427 griff Pier Maria I. de’ Rossi die Burg an, die Rolando il Magnifico Pallavicino gehörte, und zündete sie an, nachdem er sie geplündert und seine Bewohner gefangen genommen hatte. So zerstörte er sie vollständig und sie musste aufgegeben werden. Die Bewohner des Castello di Miano wurden in das benachbarte Castello di Sant’Andrea gebracht, aber Anfang des folgenden Jahres öffneten sie dem Markgrafen Pallavicino die Tore der Burg, der sie einnahm und so auch wieder in den Besitz des Castello di Miano kam.
Dennoch überzeugte Niccolò Piccinino 1441 Filippo Maria Visconti, dass Rolando il Magnifico ihn verraten hätte, und machte es sich zur Pflicht, den Stato Pallavicino und erobern. Der Markgraf war gezwungen, zu fliehen und alle seine Besitzungen wurden vom Herzog von Mailand eingezogen, der 1442 dem Condottiere das Lehen Miano und zahlreiche weitere in der Provinz Parma zuschrieb, darunter Solignano, Sant’Andrea, Taro, Varano dei Marchesi, Banzola, Visiano, Cella, Tabiano, Monte Maulo, Bargone, Gallinella, Felegara und Monte Palero.
Das Castello di Miano blieb jahrelang zwischen den Rossis und den Pallavicini umstritten. 1449, nach der Machtübernahme durch Francesco I. Sforza, griff Pier Maria II. de’ Rossi das Castello di Sant’Andrea an, zu dem das Castello di Miano gehörte, brachte es wieder in seinen Besitz, und erhielt die Investitur durch den Herzog von Mailand.
1457, nach dem Tod von Rolando il Magnifico, wurde das Castello di Miano zusammen mit denen von Castelguelfo, Gallinella und Varano Marchesi dem Erstgeborenen Niccolò Pallavicino zugesprochen, der von Francesco Sforza darin investiert wurde.
In dem Testament von Pier Maria II. de‘ Rossi von 1464 vererbte dieser das Lehen Miano seinem Sohn Guido de’ Rossi zusammen mit den Burgen von Felino, San Secondo, Bardone, Neviano de’ Rossi, Carona, Segalara, Roccalanzona, Taro und Sant'Andrea.
Im 18. Jahrhundert wurde das Castello di Miano den Sanvitales zugesprochen, die die Rechte daran bis zur Abschaffung des Feudalismus im Herzogtum Parma und Piacenza durch Napoleon im Jahre 1805 behielt.
Die Ruinen der Burg blieben noch bis 1869 sichtbar, dann wurden die letzten Bausteine für den Bau der neuen Kirche San Nicolò in Medesano verwendet.